# 542 Dywizja Grenadierów Ludowych
542 Dywizja Grenadierów Ludowych (niem. 542. Volks-Grenadier-Division) – jedna z niemieckich dywizji grenadierów ludowych. Istniała w czasie II wojny światowej.
Powstała w październiku 1944 roku z przemianowania 542 Dywizji Piechoty jako dywizja 32 fali mobilizacyjnej. Po pewnym czasie włączono do niej 1131 Brygadę Grenadierów. Dywizja w składzie 2 Armii walczyła z ofensywą radziecką nad Narwią i w Prusach Zachodnich. Została rozwiązana w kwietniu 1945. Resztki dywizji dostały się na Półwyspie Helskim do niewoli radzieckiej.

## Struktura organizacyjna
- 1076 Pułk Grenadierów
- 1077 Pułk Grenadierów
- 1078 Pułk Grenadierów
- 542 Kompania Fizylierów
- jednostki dywizyjne o numerze 1542